# شنورک یکم گالوستیان
شنورک یکم گالوستیان (ارمنی: Շնորհք Գալուստյան؛ انگلیسی: Shenork I Kaloustian of Constantinople؛ زاده ۲۷ سپتامبر ۱۹۱۳ – درگذشته ۷ مارس ۱۹۹۰) کشیش و نویسنده ارمنی‌تبار اهل ترکیه که از تاریخ ۱۹۶۳ تا تاریخ ۷ مارس ۱۹۹۰ سمت پاتریارک ارمنیان کنستانتینوپل را برعهده داشت.

## زندگی‌نامه
وی در ۲۷ سپتامبر ۱۹۱۳ در روستای در یوزغاد به دنیا آمد .  وی در ۷ مارس ۱۹۹۰ در سن ۷۶سالگی در واغارشاپات درگذشت و در آرامستان ارامنه شیشلی به خاک سپرده شد.

## نگارخانه

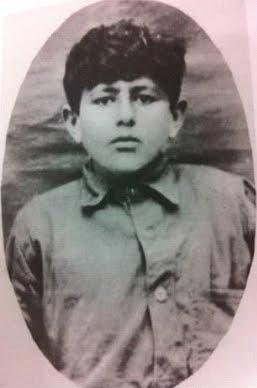